# Оливет (Илиноис)
Оливет (енгл. Olivet) насељено је место без административног статуса у америчкој савезној држави Илиноис.

## Демографија
По попису из 2010. године број становника је 428.
| Група             | 2000.    | 2010.       |
| Белци             | 0 (0,0%) | 421 (98,4%) |
| Афроамериканци    | 0 (0,0%) | 0 (0,0%)    |
| Азијати           | 0 (0,0%) | 2 (0,5%)    |
| Хиспаноамериканци | 0 (0,0%) | 5 (1,2%)    |
| Укупно            | 0        | 428         |